# Engeland op het wereldkampioenschap voetbal 1982
Engeland was een van de 24 deelnemende landen aan het wereldkampioenschap voetbal 1982 dat in Spanje werd gehouden. Het West-Europese land nam voor de zevende keer in de geschiedenis deel aan de WK-eindronde. De laatste keer was in 1970, toen Engeland strandde in de kwartfinales, na een 3-2 nederlaag tegen West-Duitsland.

## WK-kwalificatie
Engeland plaatste zich in kwalificatiegroep 4 van de UEFA-zone door als tweede te eindigen, achter Hongarije, met negen punten uit acht duels.

|                                   |                                                                                   |       |           |                                                                                          |
| 10 september 1980 WK-kwalificatie | Engeland                                                                          | 4 – 0 | Noorwegen | Wembley Stadium, Londen Toeschouwers: 48.200 Scheidsrechter: Marcel Van Langenhove (BEL) |
| 10 september 1980 WK-kwalificatie | Terry McDermott 32' Tony Woodcock 68' Terry McDermott 77' (pen.) Paul Mariner 85' |       |           | Wembley Stadium, Londen Toeschouwers: 48.200 Scheidsrechter: Marcel Van Langenhove (BEL) |

|                                 |                                                  |       |                   |                                                                                        |
| 15 oktober 1980 WK-kwalificatie | Roemenië                                         | 2 – 1 | Engeland          | Stadionul 23 August, Boekarest Toeschouwers: 75.000 Scheidsrechter: Ulf Eriksson (SWE) |
| 15 oktober 1980 WK-kwalificatie | Mircea Răducanu 34' Anghel Iordănescu 78' (pen.) |       | 64' Tony Woodcock | Stadionul 23 August, Boekarest Toeschouwers: 75.000 Scheidsrechter: Ulf Eriksson (SWE) |

|                                  |                                           |       |                       |                                                                               |
| 19 november 1980 WK-kwalificatie | Engeland                                  | 2 – 1 | Zwitserland           | Wembley Stadium, Londen Toeschouwers: 70.000 Scheidsrechter: Jan Keizer (NED) |
| 19 november 1980 WK-kwalificatie | Markus Tanner 23' (e.d.) Paul Mariner 32' |       | 76' Hans-Jörg Pfister | Wembley Stadium, Londen Toeschouwers: 70.000 Scheidsrechter: Jan Keizer (NED) |

|                               |          |       |          |                                                                                   |
| 29 april 1981 WK-kwalificatie | Engeland | 0 – 0 | Roemenië | Wembley Stadium, Londen Toeschouwers: 62.500 Scheidsrechter: Heinz Aldinger (GDR) |
| 29 april 1981 WK-kwalificatie |          |       |          | Wembley Stadium, Londen Toeschouwers: 62.500 Scheidsrechter: Heinz Aldinger (GDR) |

|                             |                                          |       |                     |                                                                               |
| 30 mei 1981 WK-kwalificatie | Zwitserland                              | 2 – 1 | Engeland            | St. Jakob-Park, Bazel Toeschouwers: 40.000 Scheidsrechter: Adolf Prokop (GDR) |
| 30 mei 1981 WK-kwalificatie | Alfred Scheiwiler 27' Claudio Sulser 29' |       | 54' Terry McDermott | St. Jakob-Park, Bazel Toeschouwers: 40.000 Scheidsrechter: Adolf Prokop (GDR) |

|                             |                 |       |                                                                 |                                                                                |
| 6 juni 1981 WK-kwalificatie | Hongarije       | 1 – 3 | Engeland                                                        | Népstadion, Boedapest Toeschouwers: 68.000 Scheidsrechter: Paolo Casarin (ITA) |
| 6 juni 1981 WK-kwalificatie | Imre Garaba 44' |       | 18' Trevor Brooking 59' Trevor Brooking 72' (pen.) Kevin Keegan | Népstadion, Boedapest Toeschouwers: 68.000 Scheidsrechter: Paolo Casarin (ITA) |

|                                  |                                          |       |                  |                                                                                    |
| 9 september 1981 WK-kwalificatie | Noorwegen                                | 2 – 1 | Engeland         | Ullevaal Stadion, Oslo Toeschouwers: 28.500 Scheidsrechter: Jerzy Kasperczak (NOR) |
| 9 september 1981 WK-kwalificatie | Roger Albertsen 35' Hallvar Thoresen 41' |       | 15' Bryan Robson | Ullevaal Stadion, Oslo Toeschouwers: 28.500 Scheidsrechter: Jerzy Kasperczak (NOR) |

|                                  |                  |       |           |                                                                                    |
| 18 november 1981 WK-kwalificatie | Engeland         | 1 – 0 | Hongarije | Wembley Stadium, Londen Toeschouwers: 92.000 Scheidsrechter: Georges Konrath (FRA) |
| 18 november 1981 WK-kwalificatie | Paul Mariner 14' |       |           | Wembley Stadium, Londen Toeschouwers: 92.000 Scheidsrechter: Georges Konrath (FRA) |

### Eindstand
| # | Team        | Pnt | Wed | W | G | V | DV | DT | DS |
| - | ----------- | --- | --- | - | - | - | -- | -- | -- |
| 1 | Hongarije   | 10  | 8   | 4 | 2 | 2 | 13 | 8  | +5 |
| 2 | Engeland    | 9   | 8   | 4 | 1 | 3 | 13 | 8  | +5 |
| 3 | Roemenië    | 8   | 8   | 2 | 4 | 2 | 5  | 5  | 0  |
| 4 | Zwitserland | 7   | 8   | 2 | 3 | 3 | 9  | 12 | –3 |
| 5 | Noorwegen   | 6   | 8   | 2 | 2 | 4 | 8  | 15 | –7 |

## Oefeninterlands
Engeland speelde zes interlands in de aanloop naar het WK voetbal in Spanje, waaronder drie wedstrijden in de strijd om het British Home Championship.
|                                    |                                                                   |       |               |                                                                              |
| 23 februari 1982 Home Championship | Engeland                                                          | 4 – 0 | Noord-Ierland | Wembley Stadium, Londen Toeschouwers: 54.900 Scheidsrechter: Gwyn Owen (WAL) |
| 23 februari 1982 Home Championship | Bryan Robson 1' Kevin Keegan 56' Ray Wilkins 85' Glenn Hoddle 89' |       |               | Wembley Stadium, Londen Toeschouwers: 54.900 Scheidsrechter: Gwyn Owen (WAL) |

|                                 |       |                    |          |                                                                                 |
| 27 april 1982 Home Championship | Wales | 0 – 1              | Engeland | Ninian Park, Cardiff Toeschouwers: 25.000 Scheidsrechter: Thomas Donnelly (NIR) |
| 27 april 1982 Home Championship |       | 74' Trevor Francis |          | Ninian Park, Cardiff Toeschouwers: 25.000 Scheidsrechter: Thomas Donnelly (NIR) |

|                               |                                    |       |           |                                                                                  |
| 25 mei 1982 Vriendschappelijk | Engeland                           | 2 – 0 | Nederland | Wembley Stadium, Londen Toeschouwers: 69.000 Scheidsrechter: Paolo Bergamo (ITA) |
| 25 mei 1982 Vriendschappelijk | Tony Woodcock 48' Paul Mariner 53' |       |           | Wembley Stadium, Londen Toeschouwers: 69.000 Scheidsrechter: Paolo Bergamo (ITA) |

|                               |           |                  |          |                                                                              |
| 29 mei 1982 Home Championship | Schotland | 0 – 1            | Engeland | Hampden Park, Glasgow Toeschouwers: 80.529 Scheidsrechter: Jan Redelfs (FRG) |
| 29 mei 1982 Home Championship |           | 13' Paul Mariner |          | Hampden Park, Glasgow Toeschouwers: 80.529 Scheidsrechter: Jan Redelfs (FRG) |

|                               |                      |       |                  |                                                                                   |
| 2 juni 1982 Vriendschappelijk | IJsland              | 1 – 1 | Engeland         | Laugardalsvöllur, Reykjavík Toeschouwers: 10.814 Scheidsrechter: Ib Nielsen (DEN) |
| 2 juni 1982 Vriendschappelijk | Arnór Gudjohnsen 23' |       | 69' Paul Goddard | Laugardalsvöllur, Reykjavík Toeschouwers: 10.814 Scheidsrechter: Ib Nielsen (DEN) |

|                               |                         |       |                                                                     |                                                                                      |
| 3 juni 1982 Vriendschappelijk | Finland                 | 1 – 4 | Engeland                                                            | Olympiastadion, Helsinki Toeschouwers: 21.521 Scheidsrechter: Romualdas Yushka (URS) |
| 3 juni 1982 Vriendschappelijk | Kai Haaskivi 83' (pen.) |       | 14' Paul Mariner 27' Bryan Robson 58' Bryan Robson 61' Paul Mariner | Olympiastadion, Helsinki Toeschouwers: 21.521 Scheidsrechter: Romualdas Yushka (URS) |

## Selectie
data corresponderend met situatie voorafgaand aan toernooi
| Nummer / Naam     | Nummer / Naam   | Geboortedatum | Caps | Goals | Club                   | Duels | Goal | Kreeg geel | Kreeg voor de tweede keer geel en dus rood | Weggestuurd |
| Doel              | Doel            | Doel          | Doel | Doel  | Doel                   | Doel  | Doel | Doel       | Doel                                       | Doel        |
| ----------------- | --------------- | ------------- | ---- | ----- | ---------------------- | ----- | ---- | ---------- | ------------------------------------------ | ----------- |
| 1                 | Ray Clemence    | 05/08/1948    |      |       | Tottenham Hotspur      | 0     | 0    | 0          | 0                                          | 0           |
| 13                | Joe Corrigan    | 18/11/1948    |      |       | Manchester City        | 0     | 0    | 0          | 0                                          | 0           |
| 22                | Peter Shilton   | 18/09/1949    |      |       | Nottingham Forest      | 5     | 0    | 0          | 0                                          | 0           |
| Verdediging       |                 |               |      |       |                        |       |      |            |                                            |             |
| 2                 | Viv Anderson    | 29/07/1956    |      |       | Nottingham Forest      | 0     | 0    | 0          | 0                                          | 0           |
| 4                 | Terry Butcher   | 28/12/1958    |      |       | Ipswich Town           | 4     | 0    | 1          | 0                                          | 0           |
| 6                 | Steve Foster    | 24/09/1957    |      |       | Brighton & Hove Albion | 1     | 0    | 0          | 0                                          | 0           |
| 12                | Mick Mills      | 04/01/1949    |      |       | Ipswich Town           | 5     | 0    | 0          | 0                                          | 0           |
| 14                | Phil Neal       | 20/02/1951    |      |       | Liverpool              | 2     | 0    | 0          | 0                                          | 0           |
| 17                | Kenny Sansom    | 26/09/1958    |      |       | Arsenal                | 4     | 0    | 0          | 0                                          | 0           |
| 18                | Phil Thompson   | 21/01/1954    |      |       | Nottingham Forest      | 5     | 0    | 0          | 0                                          | 0           |
| Middenveld        |                 |               |      |       |                        |       |      |            |                                            |             |
| 3                 | Trevor Brooking | 02/10/1948    |      |       | West Ham United        | 1     | 0    | 0          | 0                                          | 0           |
| 5                 | Steve Coppell   | 09/07/1955    |      |       | Manchester United      | 4     | 0    | 0          | 0                                          | 0           |
| 9                 | Glenn Hoddle    | 27/10/1957    |      |       | Tottenham Hotspur      | 2     | 0    | 0          | 0                                          | 0           |
| 10                | Terry McDermott | 08/12/1951    |      |       | Liverpool              | 0     | 0    | 0          | 0                                          | 0           |
| 15                | Graham Rix      | 23/10/1957    |      |       | Arsenal                | 5     | 0    | 0          | 0                                          | 0           |
| 16                | Bryan Robson    | 11/01/1957    |      |       | Manchester United      | 4     | 2    | 0          | 0                                          | 0           |
| 19                | Ray Wilkins     | 14/09/1956    |      |       | Manchester United      | 5     | 0    | 1          | 0                                          | 0           |
| Aanval            |                 |               |      |       |                        |       |      |            |                                            |             |
| 7                 | Kevin Keegan    | 14/02/1951    |      |       | Southampton            | 1     | 0    | 0          | 0                                          | 0           |
| 8                 | Trevor Francis  | 19/04/1954    |      |       | Manchester City        | 5     | 2    | 0          | 0                                          | 0           |
| 11                | Paul Mariner    | 22/05/1953    |      |       | Ipswich Town           | 5     | 1    | 1          | 0                                          | 0           |
| 20                | Peter Withe     | 30/08/1951    |      |       | Aston Villa            | 0     | 0    | 0          | 0                                          | 0           |
| 21                | Tony Woodcock   | 06/12/1955    |      |       | FC Köln                | 2     | 0    | 0          | 0                                          | 0           |
| Bondscoach        |                 |               |      |       |                        |       |      |            |                                            |             |
| Vlag van Engeland | Ron Greenwood   | 11/11/1921    |      |       |                        |       |      |            |                                            |             |

## WK-wedstrijden

### Groep D
|                        |                                                   |           |                  |                                                                                      |
| 16 juni 1982 17:15 uur | Engeland                                          | 3 – 1     | Frankrijk        | Estadio San Mamés, Bilbao Toeschouwers: 44.172 Scheidsrechter: António Garrido (POR) |
| 16 juni 1982 17:15 uur | Bryan Robson 1' Bryan Robson 67' Paul Mariner 83' | (details) | 24' Gérard Soler | Estadio San Mamés, Bilbao Toeschouwers: 44.172 Scheidsrechter: António Garrido (POR) |

|                        |                                            |           |                   |                                                                                     |
| 20 juni 1982 17:15 uur | Engeland                                   | 2 – 0     | Tsjecho-Slowakije | Estadio San Mamés, Bilbao Toeschouwers: 41.123 Scheidsrechter: Charles Corver (NED) |
| 20 juni 1982 17:15 uur | Trevor Francis 62' Jozef Barmoš 66' (e.d.) | (details) |                   | Estadio San Mamés, Bilbao Toeschouwers: 41.123 Scheidsrechter: Charles Corver (NED) |

|                        |                    |           |         |                                                                                           |
| 25 juni 1982 17:15 uur | Engeland           | 1 – 0     | Koeweit | Estadio San Mamés, Bilbao Toeschouwers: 39.700 Scheidsrechter: Gilberto Aristizábal (COL) |
| 25 juni 1982 17:15 uur | Trevor Francis 27' | (details) |         | Estadio San Mamés, Bilbao Toeschouwers: 39.700 Scheidsrechter: Gilberto Aristizábal (COL) |

### Eindstand
| Land              | Wed | Win | Gel | Ver | DV | DT | +/− | Pnt |
| ----------------- | --- | --- | --- | --- | -- | -- | --- | --- |
| Engeland          | 3   | 3   | 0   | 0   | 6  | 1  | 5   | 6   |
| Frankrijk         | 3   | 1   | 1   | 1   | 6  | 5  | 1   | 3   |
| Tsjecho-Slowakije | 3   | 0   | 2   | 1   | 2  | 4  | –2  | 2   |
| Koeweit           | 3   | 0   | 1   | 2   | 2  | 6  | –4  | 1   |

### Groep 2
|                        |           |       |                |                                                                                             |
| 28 juni 1982 21:00 uur | Engeland  | 0 – 0 | West-Duitsland | Estadio Santiago Bernabéu, Madrid Toeschouwers: 90.089 Scheidsrechter: Arnaldo Coelho (BRA) |
| 28 juni 1982 21:00 uur | (details) |       |                | Estadio Santiago Bernabéu, Madrid Toeschouwers: 90.089 Scheidsrechter: Arnaldo Coelho (BRA) |

|                       |           |       |          |                                                                                            |
| 5 juli 1982 21:00 uur | Spanje    | 0 – 0 | Engeland | Estadio Santiago Bernabéu, Madrid Toeschouwers: 75.000 Scheidsrechter: Alexis Ponnet (BEL) |
| 5 juli 1982 21:00 uur | (details) |       |          | Estadio Santiago Bernabéu, Madrid Toeschouwers: 75.000 Scheidsrechter: Alexis Ponnet (BEL) |

### Eindstand
| Land           | Wed | Win | Gel | Ver | DV | DT | +/− | Pnt |
| -------------- | --- | --- | --- | --- | -- | -- | --- | --- |
| West-Duitsland | 2   | 1   | 1   | 0   | 2  | 1  | 1   | 3   |
| Engeland       | 2   | 0   | 2   | 0   | 0  | 0  | 0   | 2   |
| Spanje         | 2   | 0   | 1   | 1   | 1  | 2  | –1  | 1   |

FA · A-internationals · Selecties · Bondscoaches · Engels vrouwenelftal · Brits olympisch elftal · Engeland -21 · Engeland -20 · Engeland -19 · Engeland -18 · Engeland -17 · Engeland -16 · Vrouwen -17
1872 – 1899 ·
1900 – 1919 ·
1920 – 1929 ·
1930 – 1939 ·
1940 – 1949 ·
1950 – 1959 ·
1960 – 1969 ·
1970 – 1979 ·
1980 – 1989 ·
1990 – 1999 ·
2000 – 2009 ·
2010 – 2019 ·
2020 − 2029
EK's: 1968 ·
1980 ·
1988 ·
1992 ·
1996 ·
2000 ·
2004 ·
2012 · 
2016 · 
2020 · 
2024
WK's: 1950 ·
1954 ·
1958 ·
1962 ·
1966 ·
1970 ·
1982 ·
1986 ·
1990 ·
1998 ·
2002 ·
2006 ·
2010 ·
2014 ·
2018 · 
2022
Albanië ·
Algerije ·
Andorra ·
Argentinië ·
Australië ·
Azerbeidzjan ·
België ·
Bosnië en Herzegovina ·
Brazilië ·
Bulgarije ·
Canada ·
Chili ·
China ·
Colombia ·
Costa Rica ·
Cyprus ·
Denemarken ·
DDR · 
Duitsland ·
Ecuador ·
Egypte ·
Estland ·
Finland ·
Frankrijk ·
Georgië ·
Ghana ·
GOS ·
Griekenland ·
Honduras ·
Hongarije ·
Ierland ·
IJsland · 
Iran ·
Israël ·
Italië ·
Ivoorkust ·
Jamaica ·
Japan ·
Joegoslavië ·
Kameroen ·
Kazachstan ·
Koeweit ·
Kosovo ·
Kroatië ·
Liechtenstein ·
Litouwen ·
Luxemburg ·
Maleisië ·
Malta ·
Marokko ·
Mexico ·
Moldavië ·
Montenegro ·
Nederland ·
Nieuw-Zeeland ·
Nigeria ·
Noord-Ierland ·
Noord-Macedonië ·
Noorwegen ·
Oekraïne ·
Oostenrijk ·
Panama · 
Paraguay ·
Peru · 
Polen ·
Portugal ·
Roemenië ·
Rusland ·
San Marino · 
Saoedi-Arabië ·
Schotland ·
Senegal ·
Servië ·
Servië en Montenegro · 
Slovenië ·
Slowakije ·
Sovjet-Unie ·
Spanje ·
Trinidad en Tobago ·
Tsjechië ·
Tsjecho-Slowakije ·
Tunesië ·
Turkije ·
Uruguay ·
Verenigde Staten ·
Wales ·
Wit-Rusland ·
Zuid-Afrika ·
Zuid-Korea ·
Zweden ·
Zwitserland
Algerije (2010) · 
Argentinië (1986) · 
Argentinië (1998) · 
Argentinië (2002) · 
België (1990) · 
België (2018, 1) · 
België (2018, 2) · 
Brazilië (2002) · 
Colombia (1998) ·
Colombia (2018) ·
Costa Rica (2014) ·
Denemarken (2002) ·
Denemarken (2021) · 
Duitsland (2000) ·
Duitsland (2010) ·
Duitsland (2021) ·
Ecuador (2006) ·
Egypte (1990) ·
Frankrijk (1982) ·
Frankrijk (2012) ·
Frankrijk (2022) ·
Ierland (1990) · 
IJsland (2016) ·
Italië (1990) · 
Italië (2012) · 
Italië (2014) · 
Italië (2021) · 
Kameroen (1990) · 
Koeweit (1982) · 
Kroatië (2018) ·
Kroatië (2021) · 
Marokko (1986) · 
Nederland (1990) · 
Nigeria (2002) · 
Oekraïne (2012) · 
Oekraïne (2021) ·
Panama (2018) · 
Paraguay (1986) · 
Paraguay (2006) · 
Polen (1986) · 
Portugal (1986) · 
Portugal (2000) · 
Portugal (2006) · 
Roemenië (1998) ·
Roemenië (2000) ·
Rusland (2016) ·
Schotland (2021) ·
Senegal (2022) ·
Slovenië (2010) ·
Slowakije (2016) ·
Spanje (1982) ·
Spanje (2024) ·
Trinidad en Tobago (2006) ·
Tsjechië (2021) ·
Tsjecho-Slowakije (1982) ·
Tunesië (1998) ·
Tunesië (2018) ·
Uruguay (2014) ·
Verenigde Staten (2010) ·
Wales (2016) · 
West-Duitsland (1966) ·
West-Duitsland (1982) ·
West-Duitsland (1990) ·
Zweden (2002) ·
Zweden (2006) · 
Zweden (2012)